# Оссе-ле-Труа-Мезон
Оссе́-ле-Труа́-Мезо́н (фр. Ossey-les-Trois-Maisons) — коммуна во Франции, находится в регионе Шампань — Арденны. Департамент — Об. Входит в состав кантона Ромийи-сюр-Сен-1. Округ коммуны — Ножан-сюр-Сен.
Код INSEE коммуны — 10275.
Коммуна расположена приблизительно в 115 км к юго-востоку от Парижа, в 75 км юго-западнее Шалон-ан-Шампани, в 30 км к северо-западу от Труа.

## Население
Население коммуны на 2008 год составляло 573 человека.
| 1962 | 1968 | 1975 | 1982 | 1990 | 1999 | 2008 |
| ---- | ---- | ---- | ---- | ---- | ---- | ---- |
| 477  | 476  | 440  | 371  | 460  | 506  | 573  |

## Администрация
| Период | Период | Фамилия        | Партия | Примечания |
| ------ | ------ | -------------- | ------ | ---------- |
| 1965   | 1971   | Пьер Роз       |        |            |
| 1971   | 1977   | Гастон Маман   |        |            |
| 1977   | 1983   | Жильбер Ферри  |        |            |
| 1983   | 2008   | Марсель Лебрюн |        |            |
| 2008   |        | Франсуа Этшето |        |            |

## Экономика
В 2007 году среди 352 человек в трудоспособном возрасте (15—64 лет) 261 были экономически активными, 91 — неактивными (показатель активности — 74,1 %, в 1999 году было 73,3 %). Из 261 активных работали 227 человек (128 мужчин и 99 женщин), безработных было 34 (9 мужчин и 25 женщин). Среди 91 неактивных 27 человек были учениками или студентами, 35 — пенсионерами, 29 были неактивными по другим причинам.

## Фотогалерея

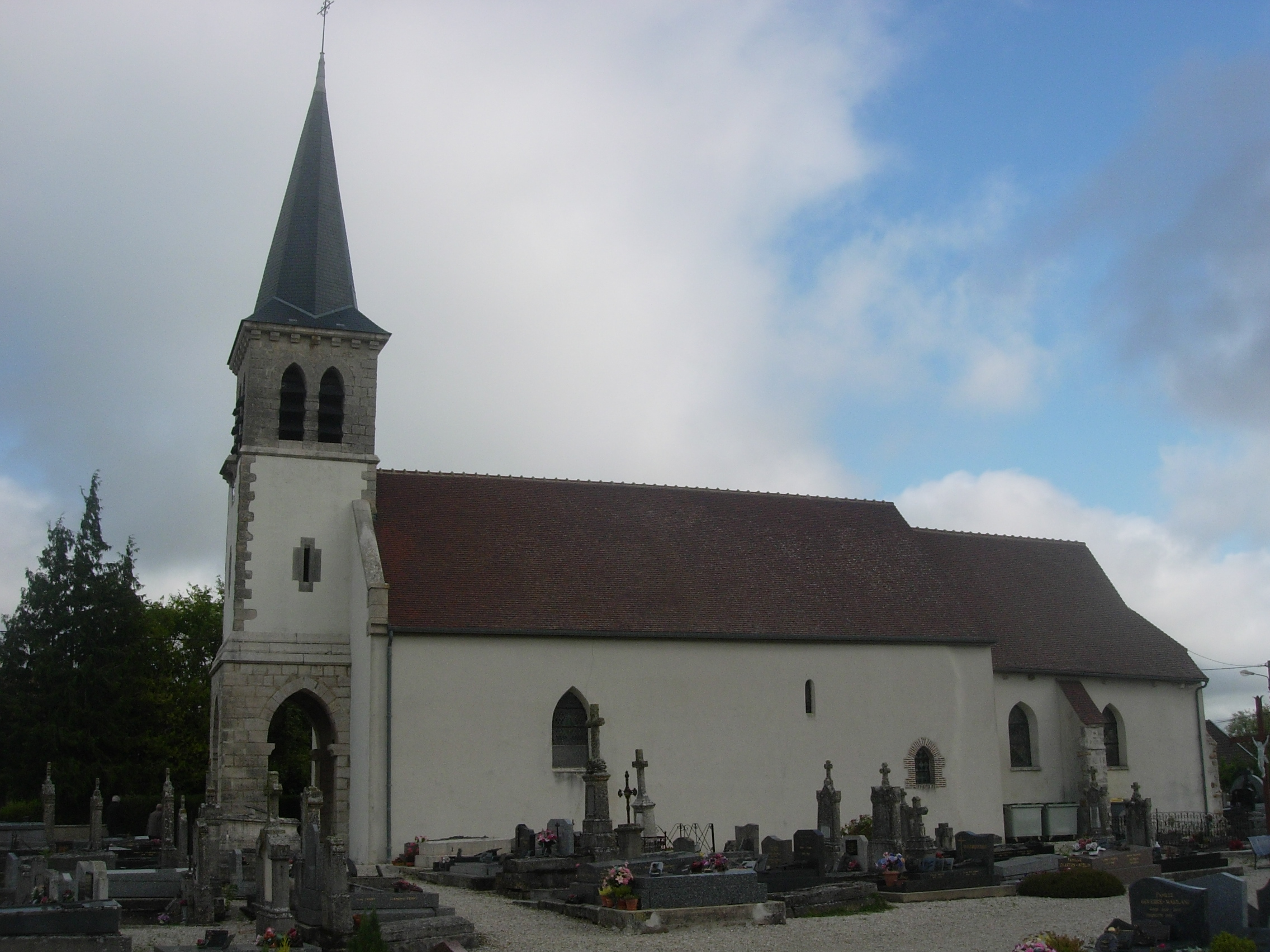
Церковь
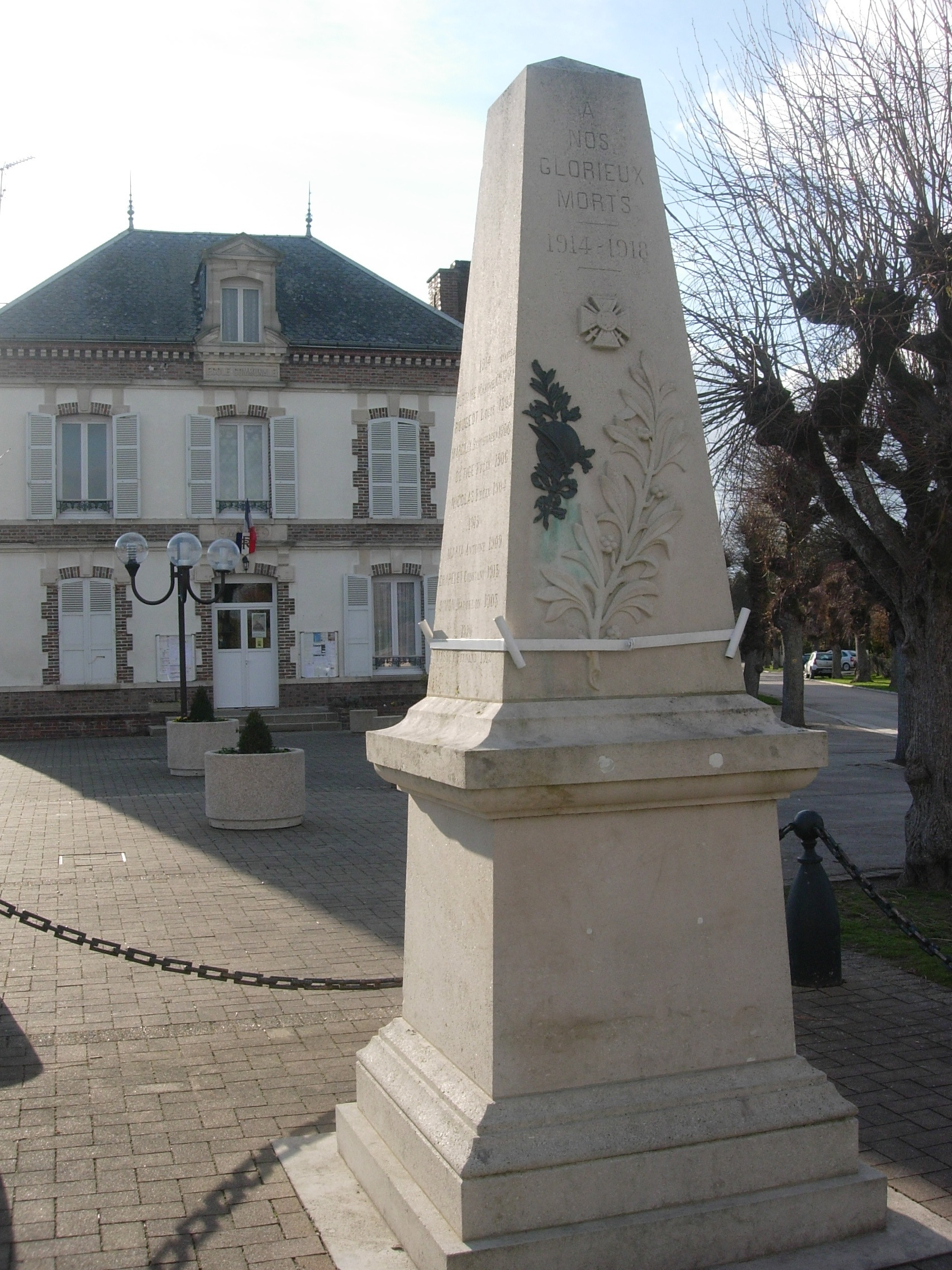
Памятник погибшим в Первой мировой войне
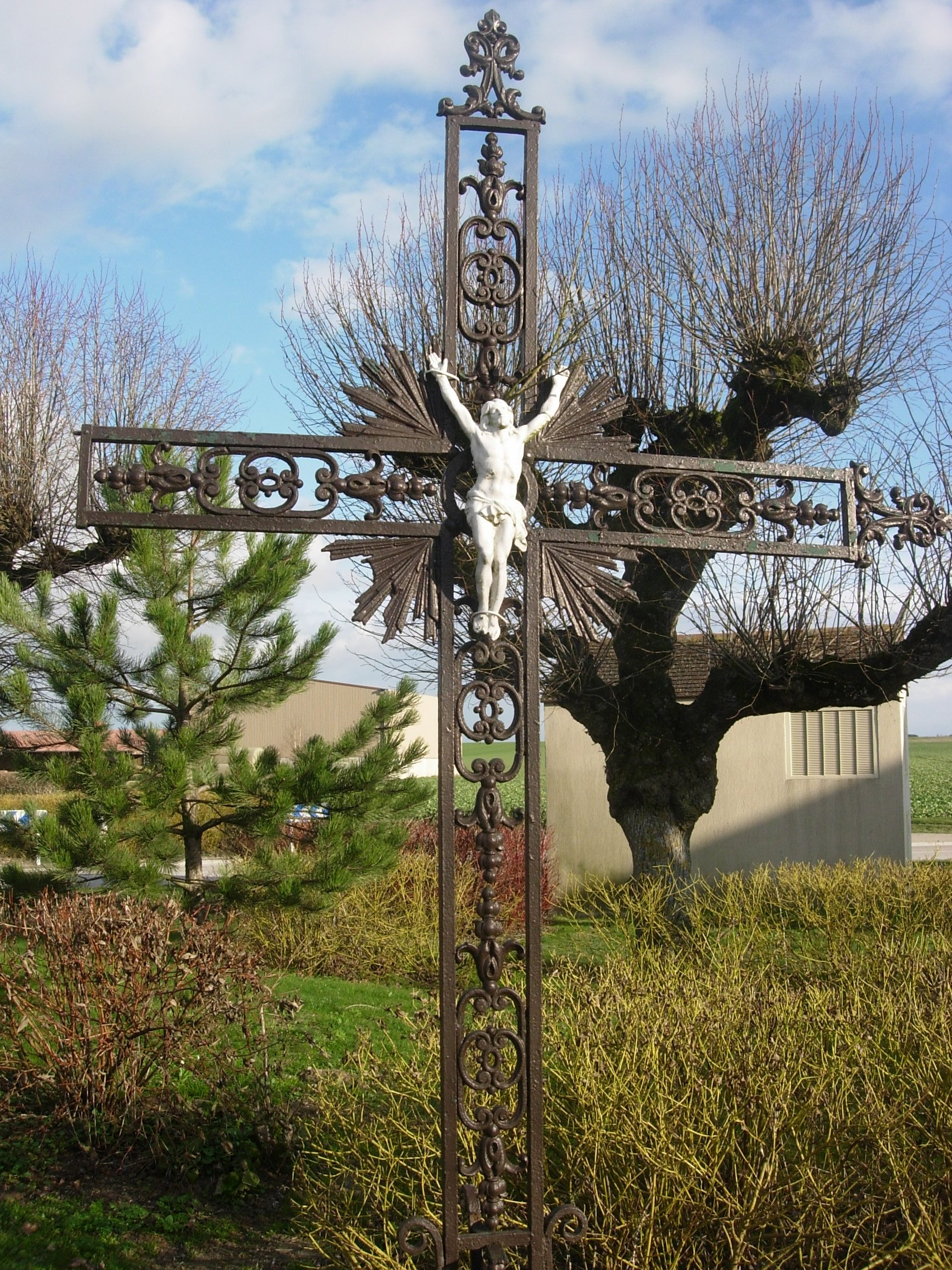
Крест
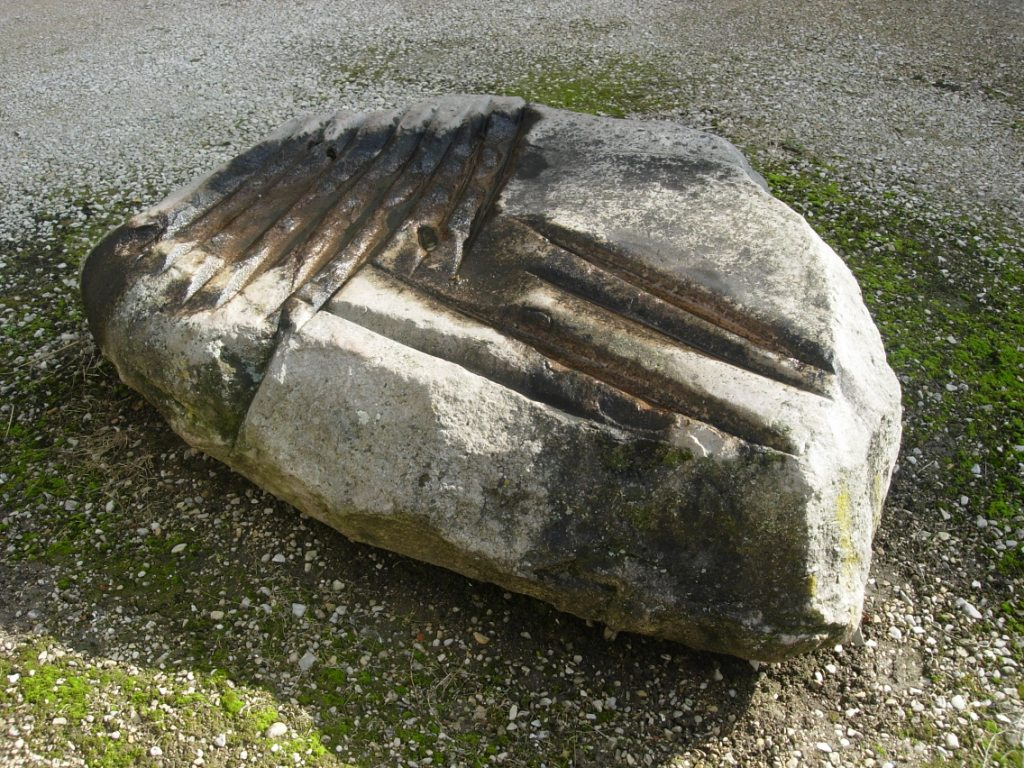